# Florida (Puerto Rico)
Florida es uno de los 78 municipios del Estado Libre Asociado de Puerto Rico ubicado en la región norte central. En el Censo de 2010 tenía una población de 12 680 habitantes y una densidad poblacional de 321,62 personas por km². Fue fundado el 14 de junio de 1971.
Florida colinda al norte con Barceloneta y Manatí, al sur con Utuado y Ciales, al oeste con Arecibo y al este con Manatí y Ciales. Florida está repartida entre el barrio Florida Adentro y Florida Pueblo, el centro administrativo y principal pueblo del municipio.

## Historia
La historia del municipio de Florida se remonta al año 1881, cuando el padre Carrión, el entonces alcalde de Barceloneta y otros dignatarios municipales llegaron a un prado de cuatro cuerdas. Allí se decidió que se fundaría un nuevo barrio del pueblo de Barceloneta. Fue en ese momento que don Manuel Cintrón, con la condición de quedarse con un solar, donó los terrenos para fundar el asentamiento que se conoció como «Florida Adentro». 
No fue hasta el 14 de abril de 1949, que se inició el primer esfuerzo oficial para convertir a Florida en un municipio independiente. El proyecto fue presentado por el representante de la Cámara Francisco Díaz Marchand. En dicho proyecto. Díaz Marchand dispuso la creación de una comisión legislativa autorizada para realizar un estudio de las condiciones económicas y sociales del barrio de Florida, con el fin de determinar la viabilidad de separarlo de Barceloneta.
El proyecto no prosperó pero, en 1960, Manuel Frías Morales redactó la Ley #50 de 1960. Así se permitió que la Junta de Planificación contratara los servicios de la agencia Collet & Clap para realizar los estudios de viabilidad para la fundación del municipio. Los resultados fueron adversos.
El proyecto #80 del Senado se convirtió en la Ley #30 del 14 de junio de 1971, creando así el municipio Florida. Florida es el municipio más nuevo de la isla, pero no el más pequeño.
La santa patrona del municipio y de la parroquia es Nuestra Señora de la Merced.

### Fundación y origen
- Fundación: Este municipio fue fundado en 1881 pero no fue hasta el 14 de junio de 1971 que fuera reconocido como un Municipio independiente.
- Origen: Después de ser anexado de dos pueblos: Manatí y Barceloneta en 1971 el Lic. Juan Cancel Ríos tuvo el comienzo del proyecto de proclamar a Florida un municipio propio, el gobernador Don Luis A. Ferré le concede la propuesta.

## Geografía

### Ubicación
Florida se encuentra ubicado en las coordenadas 18°22′21″N 66°33′30″O / 18.37250, -66.55833. Según la Oficina del Censo de los Estados Unidos, Florida tiene una superficie total de 39,42 km², de la cual 39,39 km² corresponden a tierra firme y 0,03 km² (0,09 %) es agua.

### Límites
Limitado al norte con Barceloneta, al oeste con Arecibo, al sur con Ciales y al este con Manatí. El municipio pertenece a los llanos costaneros del norte y está rodeado de cerros calizos o mogotes que le protegen durante los huracanes. Uno de los cerros más altos es el cero Selgas, desde el cual puede observarse todo el pueblo de Florida.
Su topografía tiene un toque particular gracias a sus mogotes y cuevas, propios del carso norteño. Una de sus cuevas más conocidas en la cueva Román. Esta tiene tres cavernas en su interior y por dos de ellas pasa una corriente de agua. Otras cuevas son: Cueva Miró y Cueva Juana Gómez.

## Economía
La economía de este pueblo se basa en la agricultura de piña y jugos, además de la manufactura de plásticos.

## Demografía
Según el censo de 2010, había 12 680 personas residiendo en Florida. La densidad de población era de 321,62 hab./km². De los 12 680 habitantes, Florida estaba compuesto por el 0,36 % blancos, el 0,04 % eran afroamericanos, el 0,04 % eran asiáticos. Del total de la población el 99,56 % eran hispanos de cualquier raza.

### Datos Relevantes
- Ingresos promedio por casa(1999):  11.123 dólares
- Ingresos promedio por familia (1999):  12.401 dólares
- Ingresos per cápita (1999): 5164 dólares
- Salario Semanal Promedio (2012): 310,43 dólares[7]

## Barrios de Florida
Florida oficialmente está compuesto por un solo barrio, Florida Adentro. Al momento de su fundación Florida no realizó el deslinde oficial de barrios. El recién creado municipio surgió del barrio Florida Adentro de Barceloneta. Es por esta razón hay varios sectores que son considerados como barrios. De acuerdo a la historia oral y la documentación existente en los archivos los barrios originales son: La Ceiba, El Guayo, La Maldonado, Pajonal, El Perol y el Pueblo Viejo-

### Barrios
Florida está repartida en un barrio (Florida Adentro) y Florida Pueblo.

#### Sectores
Dentro de Florida se encuentran los siguientes sectores:
- Aguacate
- La Ceiba
- Comisión
- Fogones
- Los Guanos
- Pajonal
- Parcelas Arroyo
- Parcelas Selgas
- El Perol
- Pueblo Viejo
- San Agustín
- La Vázquez
- La Villamil
- La Dorta
- Las Tosas

## Lugares de Interés
- Centro Cultural Yanés - Cerrado!
- La Cueva del Río Encantado - No se permite el paso
- Teatro Municipal
- Auditorio Municipal
- Parque pasivo Janet Gonzalez
- Hacienda Don Benito

## Datos sobresalientes

### Celebraciones
- Festival de Los Reyes Magos (6 de enero).
- Certamen de Aguinaldo (enero).
- Festival de la Piña Cayenalisa (julio).
- Fiestas Patronales (septiembre).
- Fiesta Cultural Río Encantado (octubre)

### Personas ilustres
- Francisco Frías
- Charlie Montoyo - Nombrado dirigente del año (2010,2011) en las ligas menores de los Estados Unidos.
- Dr. Francisco Vázquez Colón - Médico de beneficencia y alcalde de Manatí. El sector la Vázquez fue nombrado en su honor.
- Yazmín Nieves Jiménez, doctora y catedrática de la Universidad de Puerto Rico, Río Piedras. Ha revisado libros universitarios y traducidos textos universitarios. Es poeta y escribió el poemario TU ERES YO presentado en diferentes pueblos de Puerto Rico. Ha realizado múltiples investigaciones entre ellas se puede mencionar: Diversidad del zooplancton en el Río Usabón del Cañón San Cristóbal; El impacto de la baja nutrición en madres lactantes y los componentes de la leche materna entre generaciones de madres primíparas y multíparas en las ratas de la especie Rattus norvegicus; La relación de la paridad y el peso de los infantes entre madres primíparas y multíparas en monas macacos (Rhesus macaco).
- José de León Barreto- La cancha bajo techo fue nombrada en su honor.
- Dr. Leonardo Valentín Tirado - Médico y maestro, fundador del primer centro cultural de Florida. La nueva escuela intermedia fue nombrada en su honor.
- Shaidelyn Hernández Mejia- Cantante, representante del pueblo de Florida y ganadora en competencias de PRAEP 2009.
- Jan Antonio Negrón- Chef Internacional, representante del pueblo de Florida y ganador en las competiciones del Caribbean BBQ
- Luisa Martinez- Ganadora de Idol PR
- Danny Viera Carrero- primer Puertorriqueño en el avión del secretario de Defensa de los Estados Unidos(2008-2010) y primer puertorriqueño como Jefe de Tripulación en el Avión del jefe de operaciones Navales de la Estados Unidos(2010-2012)
- Israel Vega Santiago- Maestro, deportista, asambleísta municipal, Juez Internacional de Tiro con Arco, fundador y entrenador del Club de Tiro con Arco Arqueros del Río Encantado

## Gobierno

### Alcaldes de Florida
| Elección | Alcalde | Alcalde                          | Partido | Escaños por partido | Escaños por partido | Escaños por partido | Total  | Fuente |
| -------- | ------- | -------------------------------- | ------- | ------------------- | ------------------- | ------------------- | ------ | ------ |
| Elección | Alcalde | Alcalde                          | Partido | PIP                 | PPD                 | PNP                 | Total  | Fuente |
| 1972     |         | Jorge L. Pérez Piñeiro           | PPD     | 1                   | 11                  | 2                   | 14     | [ 8 ]  |
| 1976     | 1       | Jorge L. Pérez Piñeiro           | PPD     | 9                   | 2                   | 12                  | [ 9 ]  |        |
| 1980     |         | Heriberto González Vélez         | PNP     | 1                   | 2                   | 12                  | 9      | [ 10 ] |
| 1984     |         | Johny R. De León Vélez           | PPD     | 1                   | 9                   | 12                  | 2      | [ 11 ] |
| 1988     | 1       | Johny R. De León Vélez           | PPD     | 9                   | 2                   | 12                  | [ 12 ] |        |
| 1992     |         | María "Maggie" D. Guzmán Cardona | PNP     | 1                   | 2                   | 12                  | 9      | [ 13 ] |
| 1996     | 1       | María "Maggie" D. Guzmán Cardona | PNP     | 2                   | 9                   | 12                  | [ 14 ] |        |
| 2000     | 1       | María "Maggie" D. Guzmán Cardona | PNP     | 2                   | 9                   | 12                  | [ 15 ] |        |
| 2004     |         | José Aaron Pargas Ojeda          | PNP     | 1                   | 2                   | 12                  | 9      | [ 16 ] |
| 2008     | 1       | José Aaron Pargas Ojeda          | PNP     | 2                   | 9                   | 12                  | [ 17 ] |        |
| 2012     |         | José Gerena Polanco              | PNP     | 1                   | 2                   | 12                  | 9      | [ 18 ] |
| 2016     | 1       | José Gerena Polanco              | PNP     | 2                   | 9                   | 12                  | [ 19 ] |        |
| 2020     | 1       | José Gerena Polanco              | PNP     | 2                   | 9                   | 12                  | [ 20 ] |        |

### Vicealcaldes de Florida
- Juan Rosado Galarza (1973-1981 y 1985-1993)
- Ivette Romero (1992-2004)
- Magaly Maldonado (2012-presente)